# Сен-Марсьяль-де-Мирамбо
Сен-Марсья́ль-де-Мирамбо́ (фр. Saint-Martial-de-Mirambeau) — коммуна во Франции, находится в регионе Пуату — Шаранта. Департамент коммуны — Шаранта Приморская. Входит в состав кантона Мирамбо. Округ коммуны — Жонзак.
Код INSEE коммуны — 17362.

## Население
Население коммуны на 2010 год составляло 220 человек.
| 1962 | 1968 | 1975 | 1982 | 1990 | 1999 | 2010 |
| ---- | ---- | ---- | ---- | ---- | ---- | ---- |
| 267  | 244  | 202  | 183  | 194  | 221  | 220  |